# Chamberlain 4090
Le Chamberlain 4090 est un modèle de tracteur agricole produit par l'entreprise australienne Chamberlain Tractors (en).
Le tracteur est l'un des derniers produits par Chamberlain et le plus puissant de la gamme « 90 » avant que le constructeur ne ferme son usine en 1986. Destiné au marché national et d'une puissance maximale de 100 ch, il est construit à 510 exemplaires.

## Historique
Le fabricant australien de matériel agricole Chamberlain Tractors (en) apparaît sur le marché australien en 1949 et ses productions sont destinées aux agriculteurs nationaux. En 1970, John Deere prend le contrôle de l'entreprise et impose rapidement le montage de ses moteurs sur les tracteurs australiens.
En 1984, Chamberlain propose une ultime gamme de quatre tracteurs, les 4090, 4290, 4490 et 4690. Bien qu'ils soient badgés Chamberlain, ils sont produits par Chamberlain-John Deere et sont aux couleurs verte et jaune du constructeur américain. Leur production cesse en 1986, l'usine Chamberlain de Welshpool fermant ses portes et John Deere commercialisant en Australie ses propres tracteurs.
Le Chamberlain 4090, premier modèle de cette gamme, n'est produit qu'à 250 exemplaires.

## Caractéristiques
Le Chamberlain 4090, comme les autres tracteurs de cette gamme, est étudié en fonctions des exigences des agriculteurs australiens. Il est simple, robuste, d'un coût abordable, dépourvu des équipements qui ne sont pas utiles sur les grandes exploitations extensives et conçu pour la traction des outils et matériels.
Le tracteur est motorisé par un groupe fourni par John Deere. Ce moteur Diesel à six cylindres (alésage de 106 mm pour une course de 110 mm) en ligne, à injection directe, possède une cylindrée totale de 5 880 cm3. Il développe une puissance maximale de 100 ch au régime de 2 200 tr/min.
La boîte de vitesses comporte trois rapports avant et une marche arrière, avec deux gammes et un amplificateur de couple « Hi-Lo », soit au total douze vitesses avant et quatre vitesses arrière. La vitesse maximale du tracteur est de 41,5 km/h.
L'équipement standard comprend une cabine confortable disposant de l'air conditionné, une prise de force arrière tournant à 1 000 tr/min. Un pont avant moteur, un relevage arrière et une prise de force 540 tr/min font partie des options proposées.
La masse à vide en ordre de marche, hors options, s'établit à 4 495 kg. Pour pouvoir opérer pendant de longues journées sur des exploitations étendues, le tracteur possède un réservoir pouvant contenir de 217 l de gazole.